# بنات إفريقيا
بنات أفريقيا: مقتطفات دولية من كلمات وكتابات النساء الأفريقيات منذ قدماء المصريين حتى الوقت الحاضر وهو مجموعة من الأدب الشفوي و المطبوع لأكثر من 200 إمرآة من أفريقيا والشتات الأفريقي، عُدل وقُدم بواسطة «مارغريت بوسبي»  والتي شبهت عملية تجميع المجلد ب «محاولة آسر نهر متدفق في كالابش». وقد نُشر الكتاب لأول مرة في 1992  في لندن بواسطة «جونثان كيب» (مفوضاً من كانديدا لاسي، الرئيس الحالي لمؤسسة ميرياد للنشر)  وفي نيويورك بواسطة دار بانثيون لنشر الكتب، حيث يعتبر كتاب بنات أفريقيا من الأعمال الرائدة  الشامل للعديد من الأنواع الأدبية والذي يتضمن الخيال، المقالات، الشعر، الدراما، مذكرات وكتابات الأطفال وأكثر من 1000 صفحة في المجمل. مُرتباً حسب التسلسل الزمني كان يحتوي على أعمال تُرجمت من اللغات الأفريقية وكذلك من الهولندية والفرنسية والألمانية والبرتغالية والروسية والأسبانية.
قد أشتق اسم المقتطفات من إعلان 1831 بواسطة «ماريا و. ستيوارت» (1803-1880), أول إمرآة أفريقية – أمريكية تعطي محاضرة عامة، حيث قالت فيها: «يا بنات أفريقيا، استيقظوا! استيقظوا! انهضوا! لا مزيد من النوم ولا مزيد من السبات ولكن ميزوا أنفسكم. أظهروا للعالم أنكم موهوبون بالملكات النبيلة والسامية الرفيعة.» 

## الإستقبال
و قد أُشيد بكتاب بنات أفريقيا على نطاق واسع من النشر. وبمراجعته لصحيفة بلاك البريطانية، الجريدة الأسبوعية، كتب إيفي إروب: " بنات أفريقيا أدبي اولاً. ولم يسبق أن جُمعت أعمال النساء من أصل أفريقي في جميع أنحاء العالم في مجلد واحد. إتساع نطاق هذه المجموعة أمر مذهل.... يجب أن يكون هذا الكتاب مطلوباً للقراءة لأي طالب في الأدب، ومرجع معياري في المكتبات المدرسية ولإعادة صياغة الشعار المعروف جيداً "يجب أن يكون لكل منزل واحد.". ولكن الناقد من جريدة الإندبندنت قد أشار إلى: " أنه قد يبدو هذا الكتاب متعلقاً بالأدب، ولكن في النهاية يعتبر عهداً على اللغة: قوته في خلق الإتجاهات بالإضافة لقدرته على التعبير."
وفقاً لجريدة المكتبة فإن المختارات هي «نص لا يقدر بثمن من اجل دورات حول الكاتبات النساء والكتاب من أصل أفريقي». بينما جريدة واشنطن بوست العالمية قالت أنها: «مكان رائع للانطلاق لأي قارئ يرغب في أن يصبح جزءًا من المشروع الجماعي لاكتشاف الأصوات الصامتة والمنسية والمستخف بها للنساء السود.» لورانا سيج انتهت في مجلة الإندبندنت في يوم الأحد إلى أن «كتاب بنات أفريقيا يتمتع بشهرة عالمية غير معقولة.»  المراجع لشركة بلاك إنتربريز كتب أنها: «مختارات نادرة..... مقتطفات بوسبي الأولى من نوعها تعتبر تذكير مؤثر من كم واسع ومتنوع من كتابات النساء السود.» كما تم وصفه بأنه "عمل رائد  كواحد من أهم مجموعات من الكتاب في جميع أنحاء الشتات."  وكالدليل المرجعي الأساسي لكتابة «بنات أفريقيا».
تم إدراجه في النيران المقدسة: " QBR" 100 كتاب أسود رئيسي هام  والذي قال أن:
```
«
بنات أفريقيا
 هو إنجاز هائل، لأنه أكثر المقتطفات العالمية شمولية من الأدب الشفهي» إن بنات أفريقيا هو إنجاز هائل، لأنه أكثر المقتطفات العالمية شمولية من الأدب الشفهي والكتابي من قبل نساء من أصل أفريقي على الإطلاق. «ويكمن نجاح المجموعة في أنها توضح بوضوح سبب ارتباط جميع النساء المنحدرات من أصل أفريقي من خلال إظهار مدى الارتباط الوثيق بين العقبات وفوضى اللامبالة الثقافية ووالمعضلات العنصرية والجنسية المثبطة لهم التي واجهوها. (....) وبذلك تجمع المجموعة مجموعة من إنجازاتهم الفردية والمجتمعة. تكمن إنجازات بنات أفريقيا في تصويرها المجيد لثراء وقوة العزيمة الروحية التي أستوحينا منها جميعاً الإلهام وإلى أين ذهبنا جميعًا للحصول على القوت، وعلى هذا النحو، إنها تحفة فنية أدبية مذهلة.»
[
14
]
```

```
كانت المختارات موجودة في قائمة 
الجمعية الملكية الأفريقية
 ل «50 كتاباً كتبها نساء أفريقيات يجب أن يقرأها الجميع»، 
[
22
]
 وقد عينتها السيدة أفروبوليتان كواحدة من «7 كتب غير خيالية يجب أن تقرأها النسويات الأفارقة»،
[
23
]
 والتي تميزت بوجودها بإنتظام على العديد من قوائم القراءة المطلوبة
[
24
]
[
25
]
[
26
]
[
27
]
[
28
]
 وعلى حد قول كيننا ليكيماني: «يبقى الدليل الأساسي للكتاب من النساء من أصل أفريقي.» 
[
3
]
```

```
في نوفمبر 2017، شملت مجلة «
واسفيري
» ميزة خاصة بمناسبة الذكرى السنوية الـ 25 لأول نشر لبنات أفريقيا، 
[
29
]
 بما في ذلك مقابلة مع رئيس التحرير «
إله واكاتاما ألفري
»
[
30
]
 ومقالة كتبها «كانديدا لاسي» 
[
31
]
 ومساهمات من «إدويجي رينيه درو» و «
أنجيلا باري
» و «
غوريتي كيوموهيندو
» و «
نديفا محمد
» و «
فيليبا يا دي فيليرز
» و «
أيوبامي أديبايو
» حول تأثير المقتطفات عليهم.
[
32
]
```

```
في ديسمبر 2017، أُعلن أن مجلداً مصاحبًا، يُطلق عليه اسم «بنات إفريقيا الجديدة» قد كلفت به «مارغريت بوسبي» 
دار ميرياد للنشر
.
[
33
]
[
34
]
[
35
]
```